# Place du Château (Varsovie)
Pour les articles homonymes, voir Place du Château.
La place du Château (polonais : Plac Zamkowy) est une place située en face du palais royal, ancienne résidence officielle des souverains polonais, dans l’arrondissement Śródmieście (Centre-Ville) à Varsovie. C'est un lieu de rencontre pour les touristes et les habitants. La place (d'une forme plus ou moins triangulaire) est occupée au sud-ouest par la Colonne de Sigismond est entourée de maisons historiques. Elle marque le début de la voie royale qui se dirige vers le sud.

## Situation
La colonne de Sigismond (œuvre de Clemente Molli, érigée en 1644) est le plus ancien et des plus symboliques monuments de la ville. Sur le côté est de la place se trouve le palais royal reconstruit après la dévastation de la Seconde Guerre mondiale. C'était autrefois la résidence des ducs de Mazovie, puis des rois de Pologne et des grands ducs de Lituanie du XVIe au XVIIIe siècle.

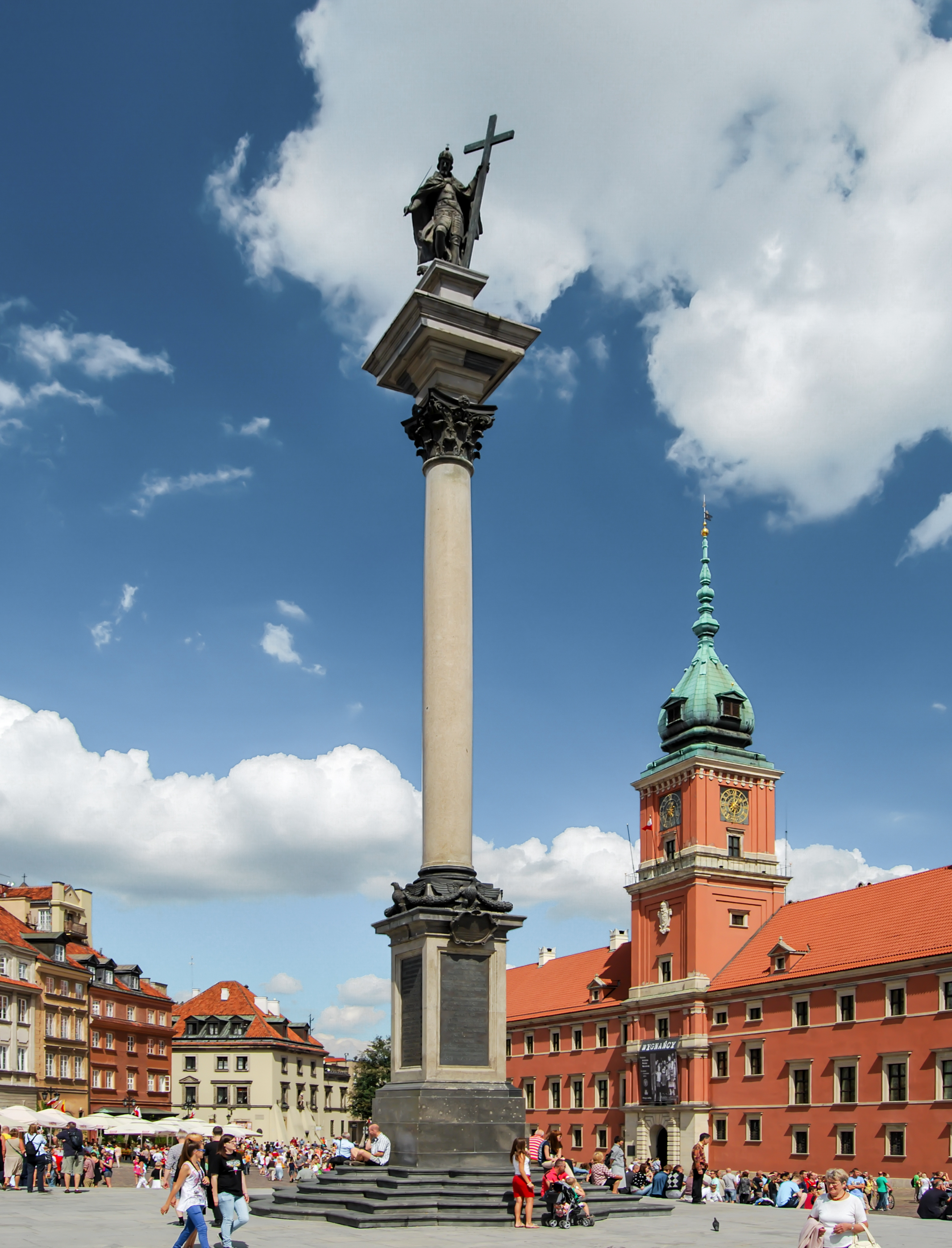
Le palais royal et la colonne Sigismond.

La place est construite entre 1818-1821 et conçue par Jakub Kubicki (pl) à la suite de la démolition des bâtiments de la ferme du palais royal.
En 1949, la place est reliée par un escalator à la nouvelle Trasa W-Z (pl) (route est-ouest), qui passe sous la place par un tunnel.

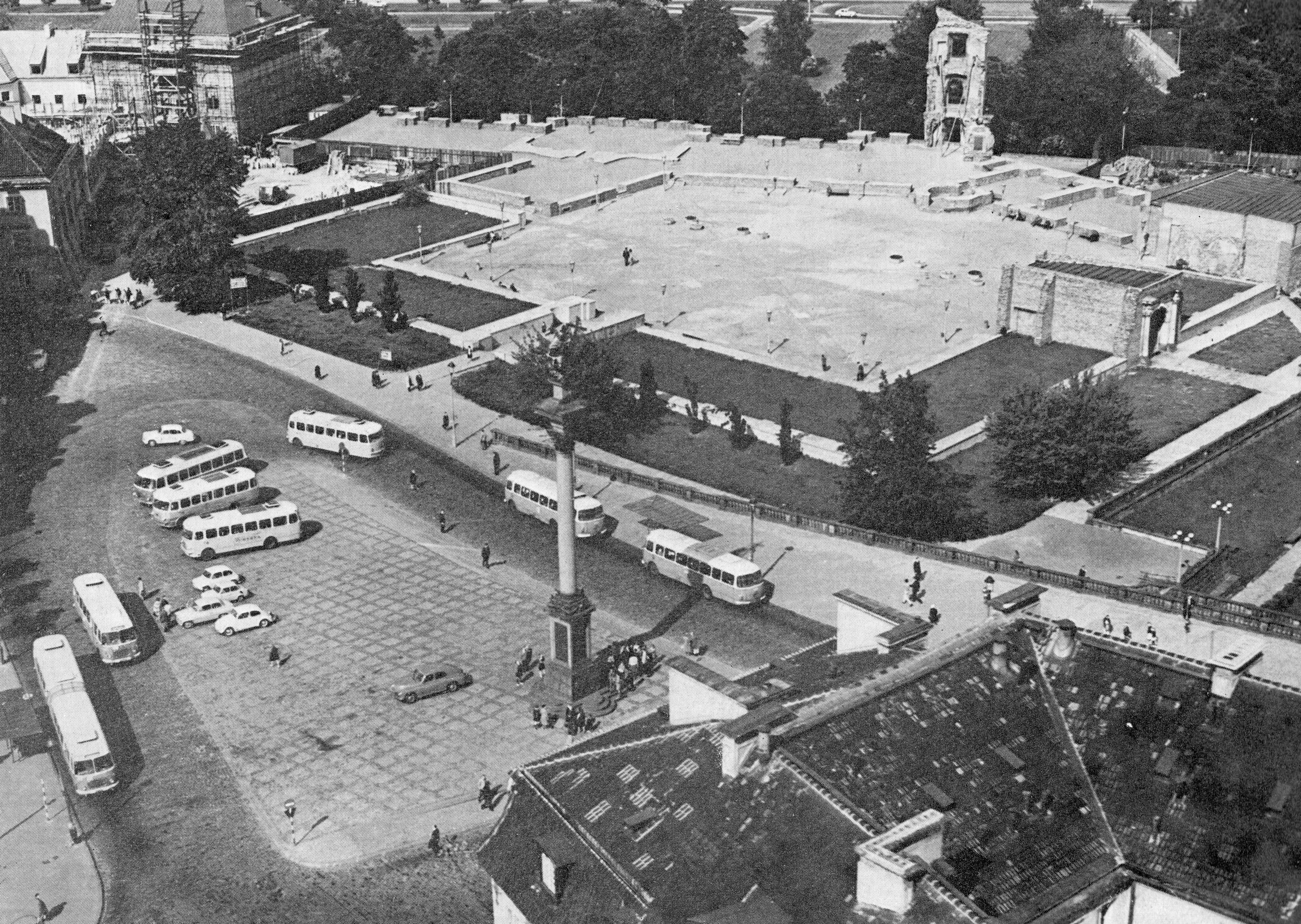
La place avant la reconstruction du Château Royal.

## Histoire
Cette place fut témoin de nombreuses scènes dramatiques dans l'histoire de la Pologne.
Le soir, le 15 août 1831 les généraux Ludwik Bukowski (pl) et Antoni Jankowski et quelques autres, accusés de trahison, sont lynchés par la foule.
Des manifestations patriotiques ont eu lieu avant le déclenchement du soulèvement de janvier 1863. Le 27 février 1861, des balles russes tuent cinq personnes. Le 8 avril 1861, les fantassins et les cavaliers russes (environ 1 300 hommes) dirigés par le général Stepan Khrouleff massacrent une centaine de civils.
Le 12 mai 1926, vers 18 heures 30, au cours du Coup d'État de mai, un affrontement a lieu sur la place entre les troupes gouvernementales fidèles à Wincenty Witos et les partisans de Józef Piłsudski.
La place qui avait déjà beaucoup souffert, au début de la Seconde Guerre mondiale (septembre 1939), est totalement détruite lors de l'insurrection de Varsovie.
Au cours de l'État de siège (1981-1983), la place devient le théâtre de d'émeutes particulièrement brutales. Le 3 mai 1982 les unités de ZOMO se précipitent à travers les rangs des manifestants.
En 1998 au coin de la place Zamkowy et de la rue Senatorska est dévoilé un monument commémorant le massacre de Katyn (pl).

### Sources
- Eugeniusz Szwankowski: Ulice i place Warszawy. Warszawa: Państwowe Wydawnictwo Naukowe, 1963